# Улица Суетина
У́лица Суе́тина — улица на юге Москвы в Даниловском районе Южного административного округа от улицы Ларионова.

## Происхождение названия
Улица получила название в августе 2018 года в честь советского художника и дизайнера, представителя русского художественного авангарда Николая Суетина (1897—1954), одного из учеников Казимира Малевича.. Одновременно 10 улиц в районе бывшей промышленной зоны завода имени Лихачева («ЗИЛ») были названы именами знаменитых художников, работников ЗИЛа, его основателей и директора.

## Описание
Улица начинается от улицы Ларионова как продолжение улицы Ильи Чашника, проходит на юго-восток и выходит на берег Москвы-реки.